# Gentianella germanica
Gentianella germanica är en gentianaväxtart. Gentianella germanica ingår i släktet gentianellor, och familjen gentianaväxter.

## Underarter
Arten delas in i följande underarter:
- G. g. germanica
- G. g. saxonica
- G. g. solstitialis